# 2015年度YAHOO!搜尋人氣大獎得獎名單
YAHOO!人氣大獎2015 頒獎典禮，於2015年12月10日晚上8時假香港展覽中心Hall 5G舉行，司儀由森美和胡蓓蔚擔任，頒獎典禮門票收益扣除成本撥捐願望成真基金。

## 得獎名單

### 音樂獎項
- 人氣歌曲
  - 《眼淚的秘密》 － 吳若希
  - 《百年不合》 － 周柏豪
  - 《為何要我愛上你》 － 連詩雅
  - 《別來無恙》 － 陳柏宇
  - 《我們都是這樣長大的》 － 林欣彤
  - 《LOL》 － Twins
  - 《你瘦夠了嗎》 － 鄭欣宜
  - 《原來她不夠愛我》 － 吳業坤
  - 《矛盾一生》 － 王灝兒
  - 《是有種人》 － 何韻詩
- 人氣改編歌
  - 《中東與綜》 － 方健儀
- 唱作歌曲
  - 《安徒生的錯》 － 林奕匡
  - 《年月匆匆》 － 馮允謙
- 年度熱搜熱曲
  - 《羅生門》 － 麥浚龍 / 謝安琪
- 本地唱作歌手
  - 周國賢
- 本地女歌手
  - 容祖兒
- 本地男歌手
  - 周柏豪
- 本地音樂組合
  - Dear Jane
  - RubberBand
  - Supper Moment
- 樂壇新勢力
  - 葉巧琳
  - 曾若華
  - 吳業坤
- 人氣電視劇集主題曲
  - 《投降吧》 － 鄭俊弘

### 電視電影獎項
- 本地男演員
  - 王宗堯
- 本地女演員
  - 蔡卓妍
- 本地新演員
  - 雷琛瑜
- 本地電影
  - 五個小孩的校長
- 海外電影
  - 我的少女時代
- 人氣電視劇集
  - 《導火新聞線》
- 人氣急星
  - 李佳芯
- 電視男藝人
  - 陳展鵬
- 電視女藝人
  - 胡定欣
- 年度熱搜韓國藝人
  - Jessica Jung

### 至尊獎項
- 圖片搜尋次數最多的人物
  - 陳凱琳
- 人氣票
  - 鍾欣潼
- 人氣票王
  - 陳偉霆
- 最具號召力香港男藝人
  - 麥浚龍
- 最具號召力香港組合
  - Twins
- 風雲人物
  - 香港足球代表隊
- 網絡焦點人物
  - 林日曦
  - 方健儀
  - 柳俊江
  - 少爺占
  - 盤菜瑩子
  - 伯賴
  - 達哥
  - 田北俊
  - 何韻詩
  - 爵爵

## 參看
- 搜尋人氣大獎2015（页面存档备份，存于）